# Homosexualität in Indonesien

Geografische Lage von Indonesien

In Indonesien ist Homosexualität bisher, anders als in vielen anderen muslimischen Ländern, nur in der Provinz Aceh strafbar. Sogar in den Medien treten einige homosexuelle oder transgeschlechtliche Prominente offen in Erscheinung. Auch das neue Strafgesetzbuch (Indonesien), das am 2. Januar 2026 in Kraft tritt und das aus der Kolonialzeit stammende Strafgesetzbuch ablöst, stellt homosexuelle Handlungen nicht unter Strafe, kriminalisiert aber vorehelichen Geschlechtsverkehr für Paare unterschiedlichen Geschlechts (Zinā).

## Legalität
Homosexuelle Handlungen sind in Indonesien, außer in der Provinz Aceh legal. Das Schutzalter liegt bei 18 Jahren.
In der teilweise autonomen Provinz Aceh wurden 2003 Teile der Schari’a eingeführt und von der Zentralregierung genehmigt, um die Rebellen zu befrieden. Am 14. September 2009 beschloss das nur mehr zwei Wochen tagende Provinzparlament einstimmig ein Gesetz, welches für homosexuelle Handlungen 100 Stockhiebe sowie eine Geldstrafe im Wert von maximal 1.000 Gramm Feingold oder bis zu 100 Monate (8 Jahre 4 Monate) Gefängnis vorsah. Für „Pädophile“ betrug die Strafe bis zu 200 Stockhiebe und 2.000 Gramm Gold oder bis zu 200 Monate Gefängnis (16 Jahre 8 Monate). Welche Altersgrenzen für „Pädophilie“ gelten, war den Medienberichten nicht zu entnehmen. Das Gesetz sollte unabhängig von der Zustimmung des Provinzgouverneurs nach 30 Tagen in Kraft treten. Das Gesetz bestrafte auch vorehelichen Geschlechtsverkehr mit Stockhieben und Ehebruch mit Steinigung, wodurch die Protestgemeinschaft breit gestreut war. Der Gouverneur der Provinz, Irwandi Yusuf wollte dieses Gesetz nicht umsetzen. Das schon gewählte neue und gemäßigte Parlament hob das Gesetz wieder auf. Allerdings wurde 2015 ein ähnliches Gesetz eingeführt, im Mai 2017 wurden zwei homosexuelle Männer zu jeweils 85 Peitschenhieben verurteilt.
Das im Dezember 2022 beschlossene neue Strafgesetzbuch (Indonesien), das 2026 in Kraft tritt, enthält Bestimmungen, die bestimmten Sex außerhalb der Ehe kriminalisieren. Homosexueller Sex ist hiervon jedoch nicht betroffen, da die Kriminalisierung von bestimmtem Sex außerhalb der Ehe auf einer Beschwerde eines Familienmitglieds beruht und gleichgeschlechtliche Paare nicht mit einer Strafverfolgung bedroht. Der damalige Koordinierungsminister für politische, rechtliche und sicherheitspolitische Angelegenheiten Indonesiens, Mahfud MD, erklärte, dass das neue Strafgesetzbuch gleichgeschlechtliche sexuelle Handlungen oder Handlungen von LGBT zum Zeitpunkt seiner Verabschiedung nicht unter Strafe stelle. Es ziele lediglich auf Erwachsene ab, die „sexuelle Gewalt“ oder Vergewaltigungen an minderjährigen Kindern des gleichen Geschlechts verüben.

## Antidiskriminierungsgesetze
Antidiskriminierungsgesetzen zum Schutz der sexuellen Orientierung bestehen nicht.

## Anerkennung gleichgeschlechtlicher Paare
Staatlicherseits werden gleichgeschlechtliche Paare nicht anerkannt.

## Gesellschaftliche Situation
In den 1980er und 1990er Jahren wurden die ersten LGBT-Organisationen wie Lambda Indonesia gegründet. Zu den gegenwärtig größten LGBT-Organisationen gehören Gaya Nusantara und Arus Pelangi, die homosexuelle Veranstaltungen und Informations- und Aufklärungskampagnen unterstützen. Eine homosexuelle Community gibt es vorrangig in der Hauptstadt Jakarta. Es ist bekannt geworden, dass es zu Übergriffen gegen schwule Männer durch Gruppen fanatischer Muslime gekommen ist, beispielsweise bei einer Anti-AIDS-Veranstaltung in Solo, deren Teilnehmer von einer Gruppe mehrerer hundert maskierter Leute angegriffen wurden.
Politische Parteien, die Homosexualität öffentlich unterstützen, gibt es bislang nicht. Nachdem die gleichgeschlechtliche Ehe 2015 in den USA legalisiert wurde, verschärfte sich in Indonesien die Debatte rund um LGBT-Rechte. Somit positionierte sich die Regierung dezidiert homosexuellenfeindlich und im September 2017 wurde das Zeigen von Homosexualität in den Medien durch einen Beschluss des indonesischen Repräsentantenhauses verboten.
Als Zäsur für die indonesische LGBT-Community können vor dem Hintergrund der verschärften Debatte insbesondere Razzien in queeren Clubs angesehen werden, die 2017 auf Grundlage von Anti-Pornografie-Gesetzgebung insbesondere in Jakarta erfolgten. Insgesamt wurden in diesem Jahr mindestens 300 Personen aufgrund ihrer angenommenen sexuellen oder geschlechtlichen Identität verhaftet. Die indonesische Polizei führte laut Human Rights Watch „Razzien in Saunas, Clubs, Hotelzimmern, Friseursalons und Privatwohnungen durch, wenn der Verdacht bestand, in ihnen hielten sich LGBT auf.“ Nachdem im Mai 2017 acht Männer in Surabaya festgenommen worden waren, da sie an einer homosexuellen Party teilgenommen haben sollen, erfolgte eine massive Polizeirazzia in einem Schwulen-Club der indonesischen Hauptstadt. Es wurden hierbei 141 Männer festgenommen, wobei die meisten wieder rasch auf freien Fuß gesetzt wurden. Ein von Journalisten befragter Polizist gab kund, die Razzia sei nach verdeckten Ermittlungen erfolgt. Eine Stripshow sowie eine „Sex-Party“ seien ausschlaggebend für die Aktion gewesen. Bürgerrechtsgruppen kritisierten die Festnahmen und die Behandlung der Männer, da diese sich bei der Verhaftung und beim Verhör nicht ankleiden durften und angeblich sogar Nacktbilder der Betroffenen vonseiten der Polizei verbreitet worden seien.
Im Oktober 2017 drangen Polizeikräfte aus Jakarta in die Homosexuellen-Sauna T1 ein und nahmen 58 Menschen fest. Ein Polizeisprecher begründete die Razzia „mit dem Verdacht auf Prostitution, ‚abnormale‘ sexuelle Praktiken sowie Pornografie.“ Human Rights Watch machte vor diesem Hintergrund darauf aufmerksam, dass sich in Indonesien infolge der staatlichen Repressionen gegen die LGBT-Minderheit die Gesundheitskrise insbesondere bezüglich HIV verschärfe.
Die konzertieren Aktionen der Polizei gegen Homosexuellenclubs -lokale und -saunen hatte zur Folge, dass die meisten Etablissements in Jakarta schließen mussten. Die LGBT-Community wich dementsprechend auf alternative Treffpunkte aus. So existiert aktuell eine einschlägige Szene vor allem im Untergrund und ist somit insbesondere für Außenstehende schwer auszumachen. 2017 wurden zudem sämtliche Dating-Apps für Homosexuelle aus den indonesischen Online-Stores entfernt, zuvor war etwa die schwule Datingplattform Blued beliebt, um sich 
kennenzulernen. Insgesamt scheinen die Behörden seitdem systematisch darauf abzuzielen, Treffen von homosexuellen Menschen zu unterbinden. Ein Schutz vonseiten offizieller Stellen vor Diskriminierung und Hassverbrechen ist insofern mehr als unwahrscheinlich.
2022 wurden auf Grundlage von indonesischer Militärgesetzgebung zwei männliche Mitglieder der indonesischen Streitkräfte für konsensualen Sex zu einer mehrmonatigen Gefängnisstrafe verurteilt.